# Indio (Californie)
Pour les articles homonymes, voir Indio.
Indio est une municipalité de Californie (comté de Riverside) située dans la vallée de Coachella dans la zone désertique de la Californie du sud. La ville avait une population totale de 76 036 habitants en 2010.

## Culture
Le festival de musique Coachella se déroule tous les ans depuis 1999 sur le territoire de la commune.

## Démographie
| 1940  | 1950  | 1960  |
| ----- | ----- | ----- |
| 2 296 | 5 300 | 9 745 |

| 1970   | 1980   | 1990   |
| ------ | ------ | ------ |
| 14 459 | 21 611 | 36 793 |

| 2000   | 2010   | - |
| ------ | ------ | - |
| 49 116 | 76 036 | - |